# 빌보드 아르헨티나
빌보드 아르헨티나(영어: Billboard Argentina)는 소시에다드 데 에디토레스 ABC1(Sociedad de Editores ABC1)이 소유한 아르헨티나의 오락 매체 브랜드이다. 인터뷰, 산업 트렌드 분석, 리뷰, 뉴스, 영상, 의견, 이벤트, 스타일 등의 내용이 있으며, 빌보드 아르헨티나 핫 100 차트를 2018년 9월에 발매했다. 빌보드 아르헨티나는 2013년에 창간되었다.

## 같이 보기
- 빌보드
- 아르헨티나 음반 영상 제작 협회